# Papuadytes rufus
Papuadytes rufus là một loài bọ cánh cứng trong họ Bọ nước. Loài này được Balke miêu tả khoa học năm 1998.